# 予備戦線
予備戦線（ロシア語: Резервный фронт、予備方面軍、もしくは予備正面軍とも）は、第二次世界大戦中（独ソ戦初期と中期）に2度に渡り各方面の予備部隊として設置された赤軍の方面軍級部隊である。

## 予備戦線（1941年7月 - 10月）
最初の予備戦線は、ルジェフ・ヴャゼム防衛線の予備軍の行動を統一するために、1941年7月30日に編成された。予備戦線には、旧予備軍戦線とモジャイスク防衛線戦線から第24軍、第31軍、第32軍、第33軍、第34軍が編入された。事後、第43軍と第49軍、ルジェフ・ヴャゼム要塞地区とスパス・デミャンスク要塞地区が配属された。
1941年8月30日～9月8日、戦線部隊は、第24軍と航空隊によりエリニャ攻勢を行い、ドイツ中央軍集団に損害を与え、エリニャ突出部を撃滅した。
1941年10月10日、西部戦線と統合。

### 編制
- 第24軍 - 1941年7月30日～
- 第31軍 - 1941年7月30日～
- 第32軍 - 1941年7月30日～
- 第33軍 - 1941年7月30日～
- 第34軍 - 1941年7月30日～
- 第43軍
- 第49軍

### 指揮官
司令官：
1. ゲオルギー・ジューコフ上級大将（1941年9月）
2. セミョーン・ブジョーンヌイソ連邦元帥（1941年9月～10月）
3. ゲオルギー・ジューコフ上級大将（1941年10月）

軍事会議議員：
1. セルゲイ・クルグロフ三等国家保安委員（1941年7月～10月）

参謀長：
1. P.リャーピン少将（1941年7月～8月）
2. A.アニソフ少将（1941年8月～10月）

## 予備戦線（1943年3月）
2度目の予備戦線は、1943年3月12日、ブリャンスク戦線の第2予備軍、第24軍、第66軍から編成された。
1943年3月23日、3月19日付最高司令部スタフカの命令に基づき解散された。その指揮機関は、クルスク戦線の指揮機関に改称された。

### 編制
- 第2予備軍 - 1943年3月12日～3月19日
- 第24軍 - 1943年3月12日～3月19日
- 第66軍 - 1943年3月12日～3月19日

### 指揮官
- 司令官：マークス・レイテル大将（1943年3月）
- 軍事会議議員：I.スサイコフ戦車兵中将（1943年3月）
- 参謀長：L.サンダロフ中将（1943年3月）